# Нихат Кахвеџи
Нихат Кахвеџи (тур. Nihat Kahveci; рођен 23. новембра 1979. у Истанбулу) је бивши турски фудбалер. Играо је на позицији нападача. Био је члан фудбалске репрезентације Турске .
Био је члан турског тима који је на Светском првенству 2002. освојио треће место. Био је други стрелац шпанске лиге у сезони 2002/03.